# Pterolophia pallida
Pterolophia pallida är en skalbaggsart som beskrevs av Macleay 1886. Pterolophia pallida ingår i släktet Pterolophia och familjen långhorningar. Inga underarter finns listade i Catalogue of Life.